# Зібенайхен
Зібенайхен (нім. Siebeneichen) — громада в Німеччині, розташована в землі Шлезвіг-Гольштейн. Входить до складу району Герцогство Лауенбург. Складова частина об'єднання громад Бюхен.
Площа — 4,68 км2. Населення становить 253 ос. (станом на 31 грудня 2020).